# Tacinga braunii
Tacinga braunii , es una especie fanerógama perteneciente a la familia  Cactaceae. 

## Distribución
Es endémica de Brasil en Minas Gerais. 

## Hábitat
Su hábitat natural son los bosques secos tropicales o subtropicales y los áridos desiertos. Está tratada en peligro de extinción por pérdida de hábitat. 
Es una planta suculenta con flores verdes o blancas.  

## Taxonomía
Tacinga braunii fue descrita por Eddie Esteves Pereira y publicado en Kakteen und Andere Sukkulenten 40(6): 135. 1989.
Etimología
Tacinga: nombre genérico que es un anagrama de la palabra "Catinga", el área de distribución del género en el brasileño Caatinga.
braunii: epíteto otorgado en honor del botánico Pierre Josef Braun.